# Marcia Oakes Woodbury

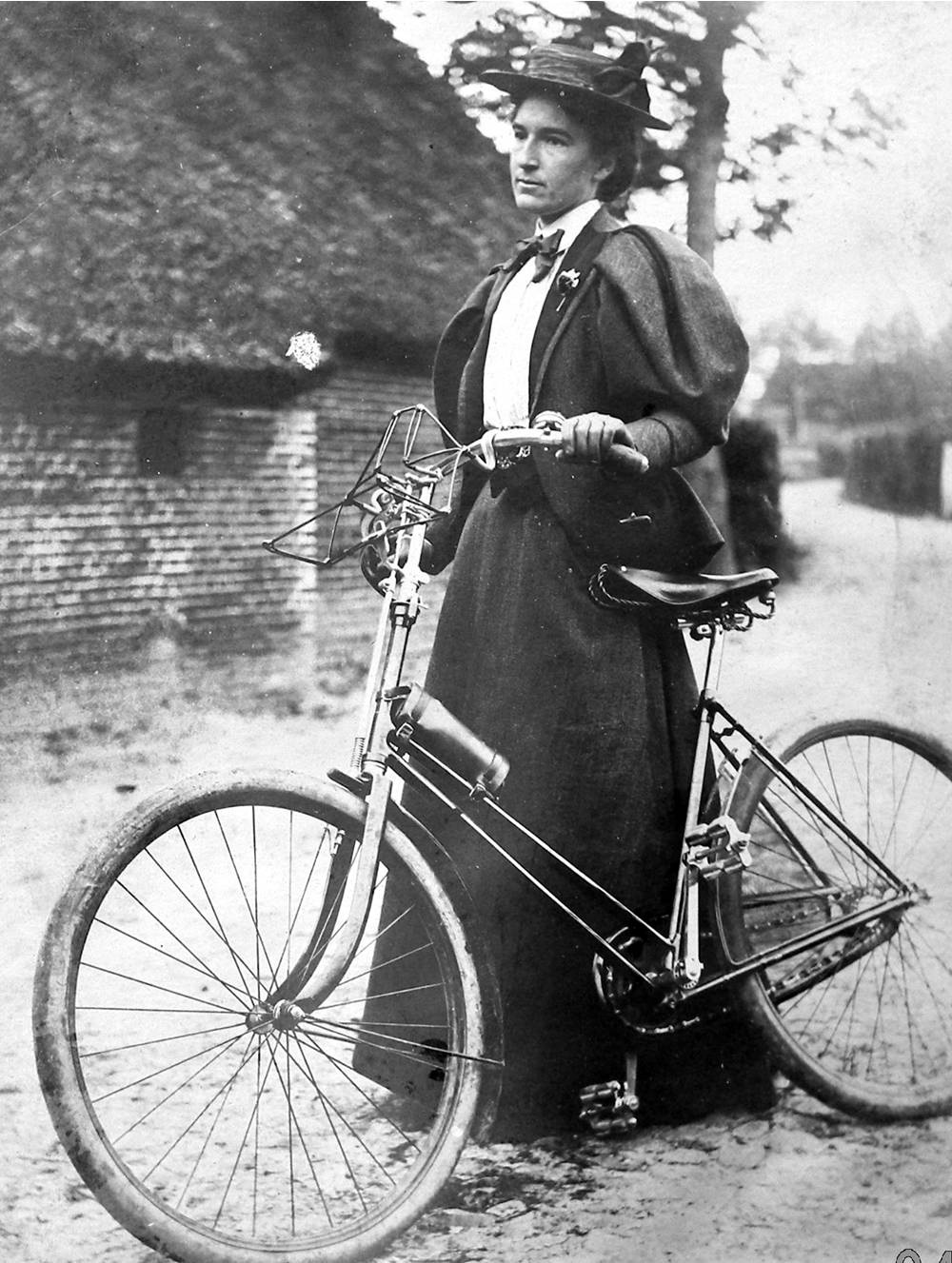
Marcia Oakes Woodbury um 1894 in Holland

Susan Marcia Oakes Woodbury (* 20. Juni 1865 in South Berwick, Maine; † 7. November 1913 in Ogunquit, Maine) war eine US-amerikanische Malerin.

## Leben
Susan Marcia Oakes wurde am 20. Juni 1865 in South Berwick, Maine, geboren. Benannt wurde sie nach ihrer Mutter Susan Marcia Bennett Oakes, gerufen wurde sie Susie, um sie von ihrer Mutter zu unterscheiden. Sie war die erste Tochter in der Familie nach drei Söhnen. Einer ihrer Brüder starb in früher Kindheit vor ihrer Geburt, ihr Bruder Harry starb, als Oakes sieben Jahre alt war, ihr Bruder Frederick, als sie elf Jahre alt war und sie entwickelte eine enge Verbundenheit zu ihrer Mutter. Von dieser erhielt sie auch ihre erste künstlerische Ausbildung, da ihre Mutter als Lehrerin Zeichnen und Aquarellmalerei an der Schule unterrichtet hatte, bevor sie den Anwalt Abner Oakes heiratete. Eine formale Ausbildung erhielt sie an der Berwick Academy, die sie ab ihrem 13. Lebensjahr besuchte.

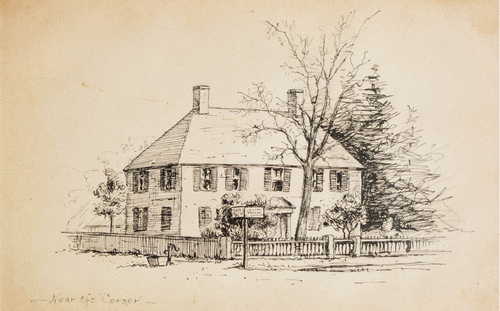
Sarah Orne Jewett House, 1884

Nach dem Abschluss ihrer Ausbildung gehörte zu ihren ersten Arbeiten im Jahr 1884 eine Zeichnung des Jewett-Hauses der Schriftstellerin Sarah Orne Jewett, für die sie später Romane illustrierte. Von 1885 bis 1888 studierte sie jeden Winter etwa vier Monate in Boston beim italienischen Porträt- und Figurenmaler Tommaso Juglaris.

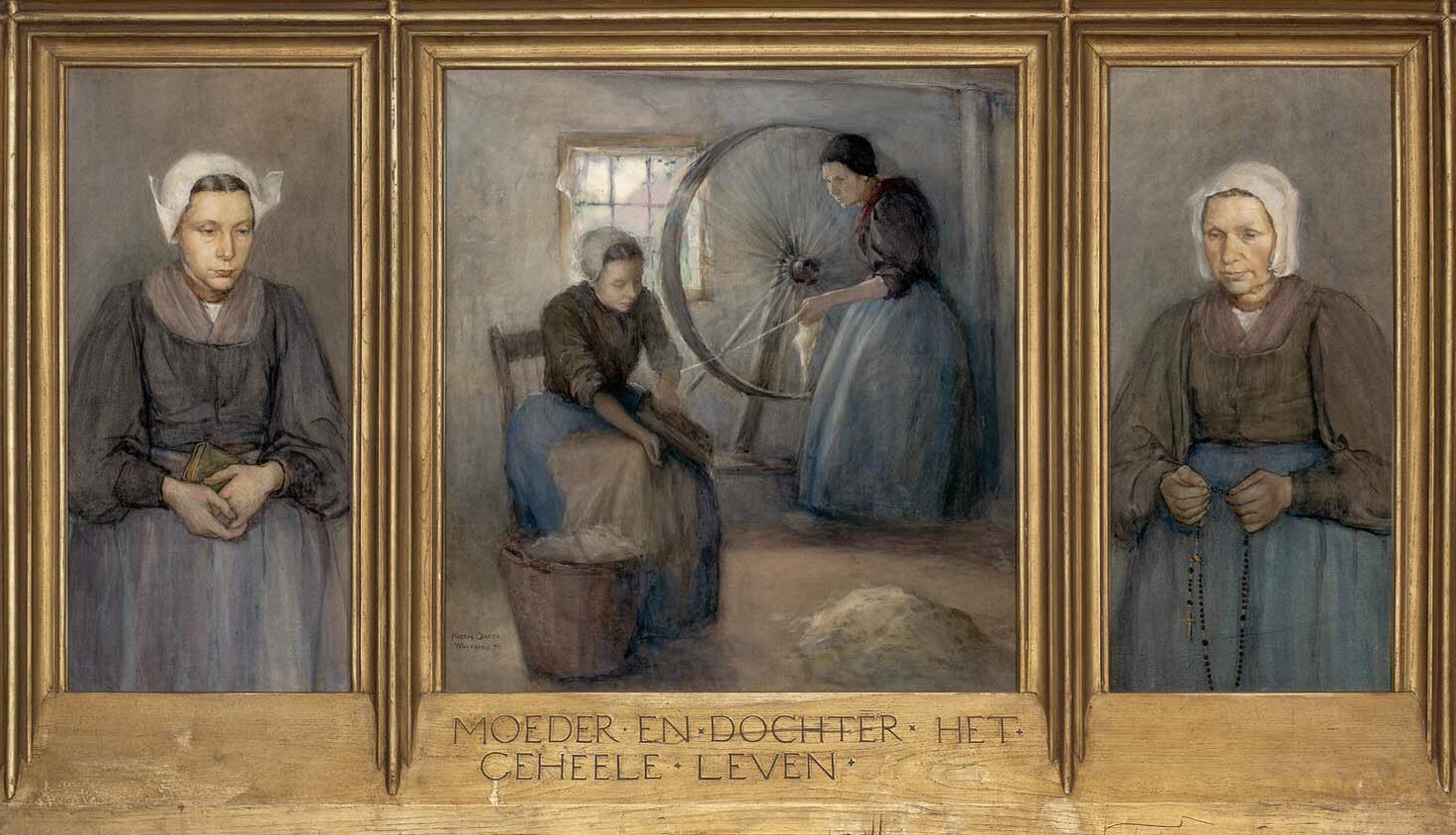
Moeder en dochter

Im Jahr 1885, im Alter von 20 Jahren, machte Oakes ihren ersten Schritt, um eine professionelle Künstlerin zu werden. Von 1885 bis 1886 und von 1887 bis 1888 studierte sie jeden Winter etwa vier Monate in Boston bei dem bekannten italienischen Porträt- und Figurenmaler Tommaso Juglaris. In der Zwischenzeit lebte sie in ihrem Elternhaus und arbeitete als Zeichenlehrerin an der Berwick Academy, wo sie in die Fußstapfen ihrer Mutter trat. Die Ähnlichkeit zum Leben ihrer Mutter und ihre Beziehung drückte sie später in dem Gemälde Moeder en Dochter aus.
Im Jahr 1890 heiratete Oakes den gleichaltrigen Künstler Charles Herbert Woodbury. Die Behauptung, sie hätte bei ihm studiert, dürfte auf eine Erzählung des gemeinsamen Sohnes David aus den 1960er Jahren zurückgehen, einem talentierten Erzähler. Kennengelernt hatten sie sich vermutlich in Boston, als Charles Woodbury ein Atelier in der School Street 22 anmietete, im selben Gebäude, in dem auch Oakes als Studentin von Juglaris wirkte. Sie verlobten sich heimlich im Jahr 1888 und heirateten am 26. Juni 1890. Charles spezialisierte sich auf Öllandschaften und Meeresbilder und Susie, die nun Marcia genannt wurde, auf Aquarellfiguren. Sie gingen auf eine fünfzehnmonatige Hochzeitsreise, die sie durch Europa führte und skizzierten, besuchten Museen und eine Kunstschule nach Paris.
In der Nähe von Amsterdam ließen sie sich in der Künstlerkolonie im Ort Laren nieder und Laren wurde zu ihrem Wohnort in Europa. Für Marcia Woodbury war es wichtig, auch die Landessprache zu lernen, im Gegensatz zu den meisten anderen Künstlern aus Amerika. Auch ihr Mann legte darauf keinen Wert. Nachdem sie die junge Niederländerin Lametje De Leuwe und ihre Mutter kennenlernte, kam ihr die Idee zu dem Gemälde Moeder en Dochter. Von allen Gemälden ist dieses ihr spirituellstes.
Woodbury wuchs in einer religiös geprägten Gemeinde auf. Ihr Vater war Gemeindevorstand der Congregational Church, wenn auch ein Skeptiker und als sie sich an der Berwick Academy eingeschrieben hatte, wurde ihr als erstes eine Bibel überreicht. In Laren fand sie ebenfalls eine christlich geprägte Kultur vor. Die meisten Bewohner gehörten dem katholischen Glauben an, hingegen war Woodbury protestantisch geprägt. Sie besuchte protestantische Gottesdienste, aber auch Beerdigungen, Feste, Taufen und Feiertagsmessen in den katholischen Kirchen von Laren und Volendam. So nahm sie aktiv an den christlichen Gemeindegottesdiensten teil, ob protestantisch oder katholisch, und betrachtete die Welt durch die Linse ihrer kongregationalistischen Erziehung in Neuengland.
Woodbury litt unter einem chronisch schlechten Gesundheitszustand. Sie litt unter Verdauungs- und Nebenhöhlenprobleme sowie Hörverlust. Dies führte sie zur First Church of Christ, Scientist, einer Religion, die die heilende Kraft Jesu Christi betont. Sie interessierte sich für deren Thesen und befand sich im Austausch, trat der Kirche jedoch nie offiziell bei. Jedoch hing sie ihr privat an und als die Taufe ihres ersten Sohnes in ihrem Elternhaus anstand, der zur Congregational Church gehören sollte, nahm sie zuvor selbst eine Taufe vor, wie sie ihrer Freundin Amy Clark anvertraute. Gegen den Protest ihrer Familie und der Familie ihres Mannes nannte sie den Sohn David. Sie entschied sich dafür, ihre persönliche Spiritualität mit einer konventionelleren religiösen Identität zu maskieren.
Die Geburt ihres Sohnes war für Woodbury ein traumatisch schwieriges Erlebnis und sie fiel in eine tiefe Depression. Ihre Familie fürchtete, sie und das Kind würden nicht überleben. Auch konnte sie ihren Sohn nicht stillen und dies vertiefte ihren psychologischen Stress. Selbst nachdem sie Heilmethoden der Church of Christ, Scientist in Anspruch genommen hatte, um die Situation zu verbessern. In dieser Phase verschlechterte sich die Beziehung zu ihrer Mutter, die sich mit einer Krankenschwester um sie und das Kind kümmerte, da sich ihre Philosophie der Kindererziehung unterschied. Woodbury, unter dem Einfluss der Gründerin der Church of Christ, Mary Baker Eddy, war der Meinung, eine Mutter solle nur das Minimum tun, um die körperlichen Bedürfnisse ihres Babys zu befriedigen.
Woodbury bekam keine weiteren Kinder, doch sie widmete den Rest ihres Berufslebens der Darstellung von Kindern. Berühmt wurden ihre Bilder der niederländischen Jugend, die Ausstellungen zierten, sowie Seiten von Kinderzeitschriften, Schulräumen und Kindergärten schmückten. Aufgrund ihrer schlechten Gesundheit starb sie am 7. November 1913 nach langer, kräftezehrender Krankheit, die ihr kreatives Schaffen einschränkte.

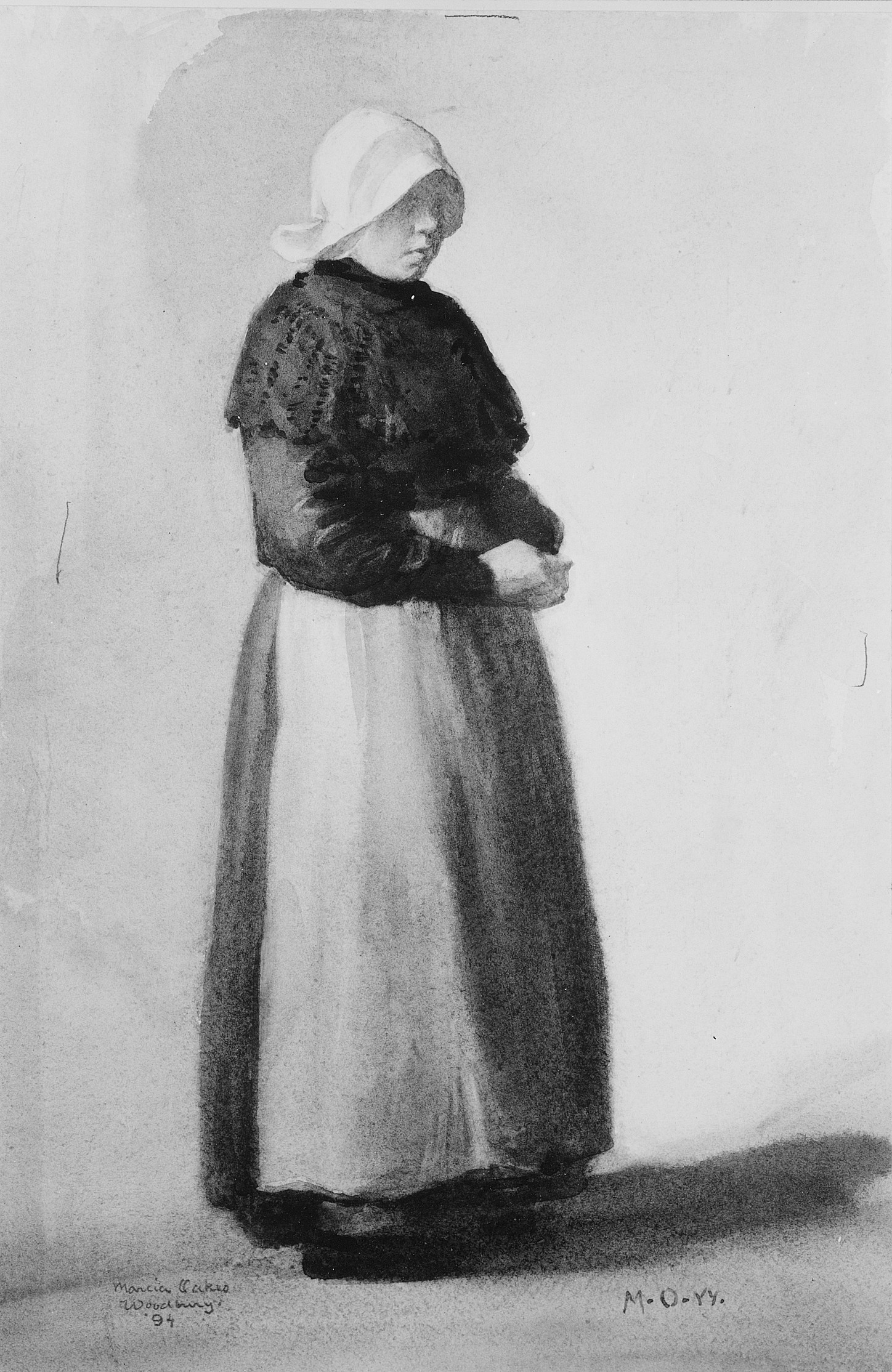
Dutch Woman
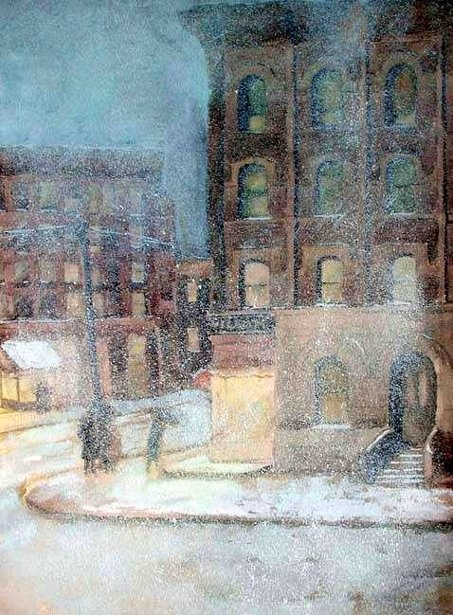
Snowfall
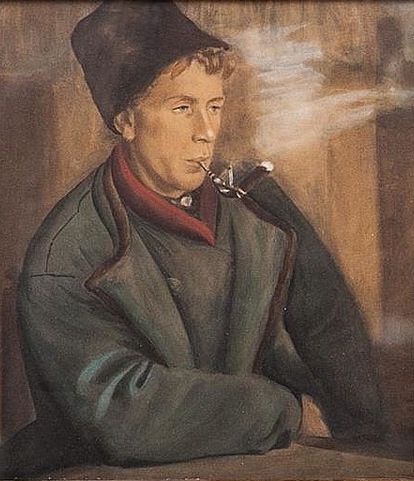
Man smoking
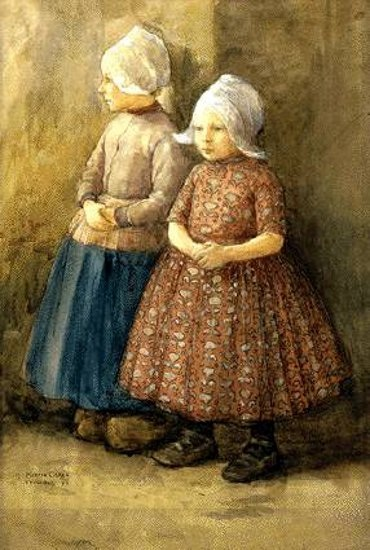
Two Dutch girls